# Kreolské jazyky na bázi španělštiny
Kreolské jazyky na bázi španělštiny jsou kreolské jazyky odvozené z španělštiny. Ve většině případech má v těchto jazycích převahu slovník a gramatika z španělštiny. Vznikaly na území bývalých španělských kolonií. Španělština také ovlivnila dva kreolské jazyky na bázi portugalštiny (Fa d'Ambu v Rovníkové Guiney a papaiamento na Nizozemských Antilách) a dva kreolské jazyky na bázi angličtiny (Pichinglish na ostrově Bioko v Rovníkové Guiney a sanandréskou kreolštinu na ostrovech San Andrés a Providencia, Kolumbie).

## Seznam kreolských jazyků na bázi španělštiny
- Chavacano, používá se na Filipínách, hlavně ve městech Zamboanga a Basilan a v okolí, ale můžeme jí nalézt i u imigrantů v Malajsii, Bruneji a Latinské Americe.[2]
- Palenquero, jazyk nesrozumitelný se španělštinou, mluví se jím v Kolumbii, blízko města Cartagena. Mluví jím míšenci místních Indiánů, Španělů a otroků původem z Afriky. Byl silně ovlivněn jazyky z Konga a DRK. Jazyk je téměř vymřelý.[3]
- Bozalská španělština, mluvilo se jí hlavně otroci z Afriky, hlavně na Kubě, ale i v dalších oblastech Latinské Ameriky. Jazyk byl silně ovlivněn konžštinou a portugalštinou. Vymřel okolo roku 1850.[4]
- Chamorro, jazyk, který vznikl smísením s angličtinou a místními jazyky. Používá se na Severních Marianách a na Guamu.
- Jopará, jazyk Paraguaye, silně ovlivněn guaranštinou.[5]